# بنك (باغ صفا)
بنك (بالفارسية: بنک) هي قرية تقع في إيران في قسم باغ صفا الريفي. يقدر عدد سكانها بـ 64 نسمة بحسب إحصاء 2016.